# A Moonclad Reflection
A Moonclad Reflection – EP szwedzkiego zespołu melodic death metalowego Dark Tranquillity wydany w 1992 roku nakładem Slaughter Records.

## Lista utworów
1. „Unfurled by Dawn” – 7:56
2. „Yesterworld” – 7:24

## Skład zespołu
- Anders Fridén – śpiew
- Mikael Stanne – gitara rytmiczna
- Niklas Sundin – gitara prowadząca
- Martin Henriksson – gitara basowa
- Anders Jivarp – perkusja